# Omlazovací prostředek
Omlazovací prostředek (v originále Monkey Business) je americká screwballová komedie režiséra Howarda Hawkse, uvedená do kin v září 1952. Hlavní manželský pár ztvárnili Cary Grant s Ginger Rogersovou. Ve vedlejší roli se objevila také začínající Marilyn Monroe, která zde hraje Lois Laurelovou – sekretářku a milenku hlavního hrdiny.

## Příběh

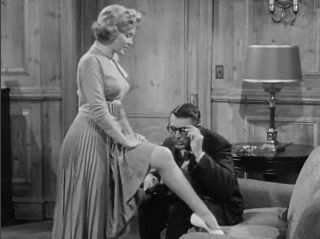
Marilyn Monroe a Cary Grant, který si prohlíží její silonky.

Barnaby Fulton (Cary Grant) je výzkumný chemik pracující pro společnost Oxly, kterou vede Oliver Oxly (Charles Coburn) a snaží se vyrobit elixír mládí. Všechny dosavadní pokusy prováděl na šimpanzích, které chovají přímo v laboratoři. Jedné samici se však podaří odemknou zámek a na protějším stole smíchá několik chemikálií, které nakonec vylije do barelu s pitnou vodou.
Krátce poté přijde Barnaby i s jedním se svých pobočníků a svou formuli, kterou vytvořil krátce před tím, otestuje přímo na sobě a zapije ji trochou vody. První příznaky se dostaví už po minutě a Barnaby fyzicky i psychicky omládne zhruba o 20 let. Hned na to mu však zavolá manželka Edwina (Ginger Rogersová), která mu slíbí, že s ním jeho úspěch oslaví, ale napřed ať zařídí několik věcí.
Poté, co se nechá ostříhat a koupí si nové barevné sako, se v autobazaru setká s Oxlyho sekretářkou Lois (Marilyn Monroe), kterou pro něho Oxly poslal. Barnaby s ní svým novým autem zajede, ale cestou začne s závodit a rychle kličkovat mezi ostatními auty, až nakonec nabourá do jednoho protijedoucího náklaďáku. Nikomu se nic nestane a mezitím, co nechá auto v opravně, podnikne s Lois spoustu dalších věcí. Po cestě zpátky mu Lois také vyzná lásku, ale brzy na to přestanou účinky formule působit a Barnabymu se opět zhorší zrak, což v důsledku dopadne další bouračkou. Večer ho v laboratoři navštíví a probudí jeho žena, a aby se zase nezačal líbat s nějakou jinou, vypije další a silnější formuli sama. 
Brzy se také začne chovat jako za mlada a málem se s Lois pobije. Se svým manželem poté vyrazí do hotelu, kde strávili své líbánky a stále plná energie ho při tanci málem strhá. Na pokoji se však později pohádají kvůli svým dřívějším láskám a Edwina nakonec Barnabyho vyhodí z pokoje na chodbu. Bez brýlí však skoro nic nevidí a až ráno ho najdou dvě služebné ve sklepě v koši na prádlo. Edwininy příznaky již také ustaly a s manželem se vrátí zpět domů. Tam již čeká Edwinin bývalý milenec Hank Entwhistle (Hugh Marlowe) i její matka a oba si myslí, že Barnaby Edwině včerejšího večera jakkoliv ublížil. Brzy jim manželé vše vysvětlí a následně spolu také odjedou do továrny, kde se Barnaby rozhodne formuli zničit. Mezitím, co skartuje všechny své dokumenty o formuli, jeho žena jim uvaří kávu. Po předchozí noci však oba vypijí celé tři šálky a rázem se začnou chovat jako malé děti. 
Následné zasedání se proto zcela zvrtne a oba začnou dělat hlouposti. Ze zasedací místnosti nakonec utečou a venku na ulici po sobě začnou házet barvu. Až jsou oba celí od barvy, Edwina uteče se slovy, že to poví Hanku Entwhistlovi. Během telefonátu však usne a Hank se za ní rychle vydá. Barnaby si mezitím začne hrát poblíž s dětmi na indiány a do jejich domu se zatoulá malé dítě jejich sousedky. Edwina, která se hned probudí si začne myslet, že je to její manžel, který to s dávkou formule přehnal a rychle s ním odjede zpátky do továrny. Barnaby mezitím s dětmi sváže Hanka a udělají z něho svého zajatce. 
Edwina přivede malé dítě do Barnabyho laboratoře a za pozorování všech vědců se ho pokusí uspat. Mezitím se však většina přítomných napije oné kontaminované vody a pravý Barnaby vleze do laboratoře oknem. Všichni včetně Oxlyho se začnou chovat jako děti a Edwina opět najde svého manžela v obvyklé podobě. Jakmile oba vyjdou ze zatemněné místnosti vedle, spatří několik vědců, jak po sobě stříkají vodou. Do laboratoře náhle vejde taky Lois a Hank se dvěma policisty a vodní bitva pokračuje dál i s nimi. 

## Obsazení
| Cary Grant       | Barnaby Fulton   |
| Ginger Rogersová | Edwina Fultonová |
| Marilyn Monroe   | Lois Laurelová   |
| Charles Coburn   | Oliver Oxly      |
| Hugh Marlowe     | Hank Entwhistle  |